# Puchar Świata w biegach narciarskich 2013/2014 – Lillehammer
Drugie zawody Pucharu Świata w biegach narciarskich w sezonie 2013/2014 odbyły się w norweskim Lillehammer. Konkurencje zostały rozegrane 7 i 8 grudnia 2013. Zawodnicy rywalizowali w biegach dystansowych stylem klasycznym (10 km dla kobiet i 15 km dla mężczyzn) oraz sztafetach.

## Program zawodów
| Dzień     | Konkurencja                   | Początek  | Liczba uczestników |
| --------- | ----------------------------- | --------- | ------------------ |
| 7 grudnia | 10 km kobiet st. klasycznym   | 10:00 CET | 71                 |
| 7 grudnia | 15 km mężczyzn st. klasycznym | 13:00 CET | 86                 |
| 8 grudnia | Sztafeta kobiet               | 10:30 CET | 18x4               |
| 8 grudnia | Sztafeta mężczyzn             | 12:00 CET | 19x4               |

## Wyniki

### 10 km kobiet
| Pozycja | Zawodniczka            | Reprezentacja     | Wynik   | Strata  |
| ------- | ---------------------- | ----------------- | ------- | ------- |
| złoto   | Justyna Kowalczyk      | Polska            | 24:59,4 | –       |
| srebro  | Charlotte Kalla        | Szwecja           | 25:11,8 | +12,4   |
| brąz    | Marit Bjørgen          | Norwegia          | 25:25,0 | +25,6   |
| 4.      | Therese Johaug         | Norwegia          | 25:38,4 | +39,0   |
| 5.      | Julija Czekalowa       | Rosja             | 26:02,5 | +1:03,1 |
| 6.      | Heidi Weng             | Norwegia          | 26:06,2 | +1:06,8 |
| 7.      | Sadie Maubet Bjornsen  | Stany Zjednoczone | 26:17,7 | +1:18,3 |
| 8.      | Kerttu Niskanen        | Finlandia         | 26:23,3 | +1:23,9 |
| 9.      | Kristin Størmer Steira | Norwegia          | 26:23,4 | +1:24,0 |
| 10.     | Krista Lähteenmäki     | Finlandia         | 26:25,3 | +1:25,9 |
| ...     |                        |                   |         |         |
| 42.     | Kornelia Kubińska      | Polska            | 28:04,1 | +3:04,7 |
| 43.     | Paulina Maciuszek      | Polska            | 28:04,3 | +3:04,9 |

### 15 km mężczyzn
| Pozycja | Zawodnik            | Reprezentacja | Wynik   | Strata  |
| ------- | ------------------- | ------------- | ------- | ------- |
| złoto   | Pål Golberg         | Norwegia      | 35:00,0 | –       |
| srebro  | Aleksiej Połtoranin | Kazachstan    | 35:14,2 | +14,2   |
| brąz    | Didrik Tønseth      | Norwegia      | 35:15,5 | +15,5   |
| 4.      | Marcus Hellner      | Szwecja       | 35:20,2 | +20,2   |
| 5.      | Johan Olsson        | Szwecja       | 35:21,4 | +21,4   |
| 6.      | Chris Jespersen     | Norwegia      | 35:31,8 | +31,8   |
| 7.      | Petter Northug      | Norwegia      | 35:40,7 | +40,7   |
| 8.      | Daniel Richardsson  | Szwecja       | 35:42,3 | +42,3   |
| 9.      | Finn Hågen Krogh    | Norwegia      | 35:42,4 | +42,4   |
| 10.     | Simen Østensen      | Norwegia      | 35:42,4 | +42,4   |
| ...     |                     |               |         |         |
| 33.     | Kornelia Kubińska   | Polska        | 36:23,1 | +1:23,1 |

### Sztafeta kobiet
| Pozycja | Zawodniczki                                                                      | Reprezentacja       | Wynik     | Strata  |
| ------- | -------------------------------------------------------------------------------- | ------------------- | --------- | ------- |
| złoto   | Heidi Weng Therese Johaug Kristin Størmer Steira Marit Bjørgen                   | Norwegia I          | 58:38,9   | —       |
| srebro  | Aino-Kaisa Saarinen Anne Kyllönen Kerttu Niskanen Krista Lähteenmäki             | Finlandia           | 59:52,0   | +1:13,1 |
| brąz    | Kikkan Randall Sadie Maubet Bjornsen Liz Stephen Jessica Diggins                 | Stany Zjednoczone I | 1:00:15,4 | +1:36,5 |
| 4.      | Ingvild Flugstad Østberg Vibeke Skofterud Astrid Jacobsen Maiken Caspersen Falla | Norwegia II         | 1:00:26,2 | +1:47,3 |
| 5.      | Julija Iwanowa Alija Iksanowa Marija Guszczina Julija Czekalowa                  | Rosja               | 1:00:32,8 | +1:53,9 |
| 6.      | Hanna Eriksson Ida Ingemarsdotter Charlotte Kalla Britta Norgren                 | Szwecja             | 1:00:44,0 | +2:05,1 |
| 7.      | Celine Brun-Lie Kari Vikhagen Gjeitnes Marthe Kristoffersen Martine Ek Hagen     | Norwegia III        | 1:00:47,3 | +2:08,4 |
| 8.      | Denise Herrmann Katrin Zeller Nicole Fessel Claudia Nystad                       | Niemcy              | 1:00:50,6 | +2:11,7 |
| 9.      | Polina Miedwiediewa Olga Kuziukowa Natalja Żukowa Jelena Sobolewa                | Rosja II            | 1:01:44,0 | +3:05,1 |
| 10.     | Célia Aymonier Aurore Jean Anouk Faivre-Picon Coraline Hugue                     | Francja             | 1:01:46,0 | +3:07,1 |
| 11.     | Kornelia Kubińska Paulina Maciuszek Sylwia Jaśkowiec Agnieszka Szymańczak        | Polska              | 1:01:54,5 | +3:15,6 |

### Sztafeta mężczyzn
| Pozycja | Zawodniczki                                                                 | Reprezentacja | Wynik     | Strata  |
| ------- | --------------------------------------------------------------------------- | ------------- | --------- | ------- |
| złoto   | Dmitrij Japarow Aleksandr Biessmiertnych Aleksandr Legkow Maksim Wylegżanin | Rosja I       | 1:19:04,7 | —       |
| srebro  | Eldar Rønning Chris Jespersen Sjur Røthe Finn Hågen Krogh                   | Norwegia II   | 1:19:06,3 | +1,6    |
| brąz    | Pål Golberg Didrik Tønseth Martin Johnsrud Sundby Petter Northug            | Norwegia I    | 1:19:06,5 | +1,8    |
| 4.      | Niklas Dyrhaug Simen Østensen Petter Eliassen Tord Asle Gjerdalen           | Norwegia III  | 1:19:14,0 | +9,3    |
| 5.      | Daniel Richardsson Calle Halfvarsson Johan Olsson Marcus Hellner            | Szwecja       | 1:19:25,7 | +22,0   |
| 6.      | Jean-Marc Gaillard Maurice Manificat Robin Duvillard Ivan Perrillat Boiteux | Francja       | 1:19:26,9 | +32,2   |
| 7.      | Aleš Razým Lukáš Bauer Jiří Magál Martin Jakš                               | Czechy        | 1:19:54,4 | +49,7   |
| 8.      | Emil Iversen Roger Aa Djupvik Torgeir Skare Thygesen Sindre Bjørnestad Skar | Norwegia IV   | 1:20:19,7 | +1:15,0 |
| 9.      | Tim Tscharnke Axel Teichmann Jens Filbrich Thomas Bing                      | Niemcy        | 1:20:19,9 | +1:15,2 |
| 10.     | Mattia Pellegrin Dietmar Nöckler Roland Clara David Hofer                   | Włochy        | 1:20:23,0 | +1:18,3 |